# Idiazabal
Idiazabal é um município da Espanha na província de Guipúscoa, comunidade autónoma do País Basco, de área 29,47 km² com população de 2164 habitantes (2004) e densidade populacional de 72,39 hab/km².

## Demografia
| Variação demográfica do município entre 1991 e 2004 | Variação demográfica do município entre 1991 e 2004 | Variação demográfica do município entre 1991 e 2004 | Variação demográfica do município entre 1991 e 2004 |
| --------------------------------------------------- | --------------------------------------------------- | --------------------------------------------------- | --------------------------------------------------- |
| 1991                                                | 1996                                                | 2001                                                | 2004                                                |
| 2057                                                | 2020                                                | 2082                                                | 2124                                                |